# هاملتون غيب
هَامِلْطُن أَلِكْسَنْدَر رُسْكِين غِبّ (ت. 1391 هـ / 1971 م) هو مستشرق بريطاني. يعرف اختصارا بـ "H. A. R. Gibb". ولد في مدينة الإسكندرية.

## آثاره
من كتبه « إلى أين يسير الإسلام » (لندن 1932 م)، و« اتجاهات حديثة في الإسلام » (شيكاجو 1947 م) و «المجتمع الإسلامي و الغرب» بالاشتراك مع هارولد بوون (نقله إلى العربية أحمد عبد الرحيم مصطفى) كما ترجم إلى الإنكليزية مُختارات من رحلة ابن بطوطة.